# آریودز آواگ
آریودز آواگ (ارمنی: Առյուծ Ավագ؛  - درگذشته ۱۹۰۵) فدایی اهل ارمنستان بود.

## زندگی‌نامه
وی عضو فدراسیون انقلابی ارمنی بود.. وی در ۱۹۰۵ در خلات درگذشت.